# بوراجت
بوراجت (به انگلیسی: Borajet) یک شرکت هواپیمایی با کد یاتا YB است که در تاریخ ۲۰۰۸ میلادی تأسیس شده و در تاریخ ۷ مه ۲۰۱۰ فعالیتش را آغاز کرده‌است.
دفتر مرکزی بوراجت در استانبول، ترکیه واقع شده‌است و به ۲۲ مقصد، پرواز مستقیم انجام می‌دهد.

## بوراجت در ایران
بنابر گزارش اداره کل روابط عمومی فرودگاه اراک این شرکت پروازهای خود را از مبدأ استانبول در روزهای یکشنبه و چهارشنبه هر هفته به مقاصد اراک و اردبیل، و از فرودگاه رشت به صورت هفتگی انجام می‌دهد.